# Abuta acutifolia
Espèce
Abuta acutifolia est une espèce des plantes à fleurs de la famille des Ménispermacées.